# Юрій Іванович Зенович
Юрій Зенович (*бл. 1450 — після 1516) — державний та військовий діяч, урядник, дипломат Великого князівства Литовського.

## Життєпис
Походив з заможного сербсько-білоруського роду Зеновичів гербу Деспот. Син Івана Зеновича. Народився близько 1450 року. Отримав у спадок від батька села Сморгонь, Постави, Глибоке, Чурльон, Вишневе. Одружився з представницею роду Остиковичів.
У 1495 році призначається намісником браславським. Того ж року разом з Миколою Радзивіллом, воєводою віленським, очолив литовське посольство, що привезло з Москви наречену великого князя Олександра Ягеллончика — Олену Московську. У 1498 році Зенович отримав від Олександра Ягеллончика підтвердження, видане ще Казимиром IV, на право користування земельними ділянками браславських міщан Вайточки, Ганки, Ганучевича і Богдана, де встиг побудувати собі на тому місці «двір».
Брав участь у війні з великим князівством Московським у 1500—1502 роках. У 1503 році був в складі литовського посольства в Москві щодо укладання нової мирної угоди.
У 1507 році призначено намісником (воєводою) Смоленським. Перебував на посаді до 1508 року. У 1514 році призначається намісником (старостою) Могильовським. Разом з місцевою шляхтою організовував оборону міст від московських військ (в цей час тривала нова війна з великим князівством Московським). У 1516 році отримує посаду маршалка господарського. Подальша доля невідома. До 1522 вже помер.

## Родина
- Миколай (д/н—після 1499), загинув в московському полоні
- Юрій
- Михайло
- Іван